# 小野寺祐子
小野寺 祐子(おのでら ゆうこ、1976年11月29日 - )は、日本の漫画家。イラストレーター、アートディレクターである。
2021年より漫画家としての活動の名義を小野寺無線に変更している。

## 来歴
岩手在住時はセガエンタープライゼスの準社員としてセガワールド水沢(現セガ水沢)で働いていた。
2003年頃東京都に移住、人形作家山吉由利子が主宰する教室にて球体関節人形を二年ほど学ぶ。
- 2006年、アックス(青林工藝舎)第50号にて、第八回アックスマンガ新人賞最終候補作品として｢夏の日｣書評が掲載される。このときの審査員は、林静一、南伸坊、古泉智浩。
- 2006年、アックス（青林工藝舎）第51号にて作品掲載。
- 2014年、松坂屋上野店の閉店[1]に際して、屋上遊園の床面ペイントを手掛ける。
- 2015年、埼玉県蕨市の銭湯、亀の湯の暖簾を制作。
- 2016年、高円寺小杉湯での展示イベントの際、小杉湯とのコラボレーションタオル等を制作。
- 2017年、ブックファースト銀座CORE店にて個展。このあと一年半ほど充電期間に入る。理由は制作における対人関係での消耗とされている。
- 2019年、高円寺小杉湯にて再び展示、コラボレーションタオルやグッズを制作、販売。

```
2013年頃から
高円寺
にある
アンダーグラウンド
ライブハウス
、
無力無善寺
のフライヤーを不定期で手掛けている。他
アーティスト
へのデザイン提供もしている。
```

- 2019年5月よりAmazonKindleにて発行の月刊誌「ゆうがたのくに」発行責任者を務めている。
- 2019年9月、「ゆうがたのくに」として、「ゆうがたのくに」発行のきっかけとなる手術入院をした蕨市立病院にて二週間の展示を行う。ゆうがたのくにからの参加メンバーは小野寺祐子、BAXIM、サトウヒトナリ、PUNSUCA、古町MOI、tekoyu。